# Česká středověká historiografie

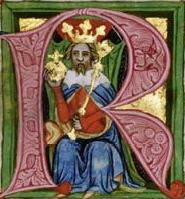
Miniatura ve Zbraslavské kronice

Česká středověká historiografie se začala rozvíjet v 9. století v prostředí duchovenstva, jež sepisovalo seznamy významných zemřelých (nekrologie) a svatých (martyrologia) a významných historických událostí (anály). Výpravnějším útvarem byly legendy (například Kristiánova legenda). Z těchto materiálů později čerpali kronikáři, z nichž byl nejvýznamnější Kosmas (asi 1045–1125), na kterého později navazovali další.
Další významná díla vznikla až na přelomu 13. a 14. století (Zbraslavská kronika a Kronika tak řečeného Dalimila), pak však následovalo za vlády Karla IV. období útlumu, v němž vznikala v podstatě jen málo originální díla, ačkoli Karel IV. psaní děl o dějinách podporoval.
Ani bouřlivé husitské období českému dějepisectví příliš nepřála. V této době se sice objevují mnozí plodní autoři, jejich díla se však vyznačují tendenčností a mají spíše politický než historiografický charakter (Vavřinec z Březové: Husitská kronika, Mikuláš z Pelhřimova: Kronika táborská). Kromě deníků (Václav Šašek z Bířkova) pak také vznikaly různé paměti, jež byly později shrnuty do souboru s názvem Staré letopisy české.

## Počátky české historiografie

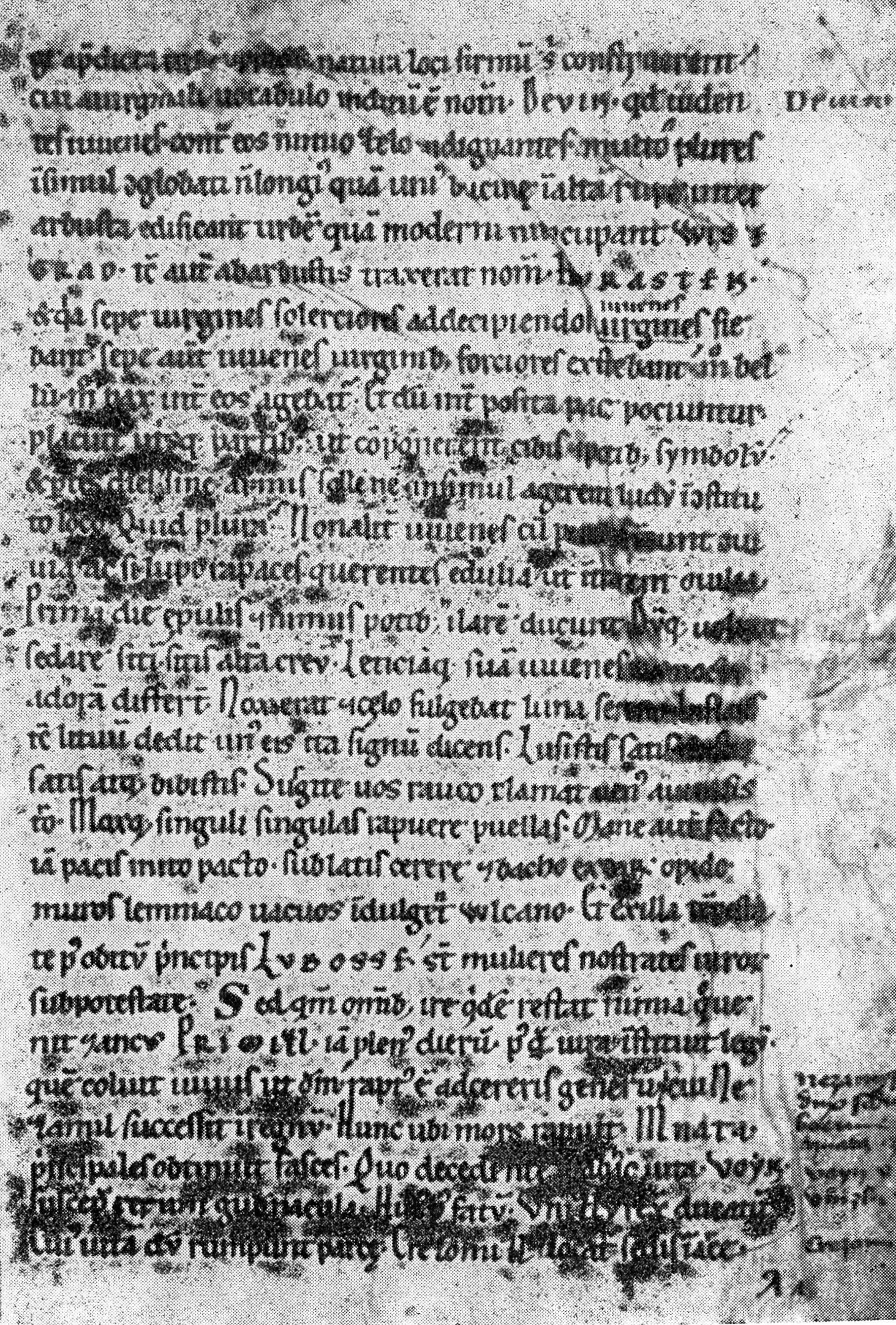
Rukopis Kosmovy kroniky

### Analistika a hagiografie
V počátcích českého státu představovalo duchovenstvo jedinou společenskou vrstvu, která se profesionálně zabývala intelektuální prací, proto právě v tomto prostředí vznikla první historiografická díla české provenience. Tato díla ovšem měla sloužit především církevním účelům, zájem o zachycování historické skutečnosti stál zprvu až na druhém místě. Vznikala tak nejdříve martyrologia, stručné poznámky k životu svatých seřazené dle dat v kalendáři, aby se jejich svátky mohly slavit ve správné dny. Dále šlo o nekrologia, tedy o soupisy dat úmrtí, aby se ve výročním dni mohla vykonat modlitba za patřičného zemřelého. Z nekrologií se lze dozvědět základní iniciálie osobností a v českém prostředí je významné především břevnovské martyriologium z 12. století.
Větší historickou výpovědní hodnotu pak nesou anály (letopisy), chronologický soupis událostí postupující rok po roku. Z české provenience jsou významné například klášterní letopisy hradišťsko-opatovické a kalendáře. Ucelenějším útvarem jsou pak legendy, jež však měly sloužit především k posílení úcty ke křesťanským svatým a ke křesťanské výchově. Mnohé prvky legend jsou schematické a šablonovité, mohou však nezřídka poskytnout poměrně věrný pohled do prostředí, do něhož bylo dění legendy zasazeno. Mezi nejvýznamnější legendy patří Život Konstantinův a Život Metodějův (9.–10. století), Kristiánova legenda (pravděpodobně 10. století) nebo Vita minor (okolo roku 1200).

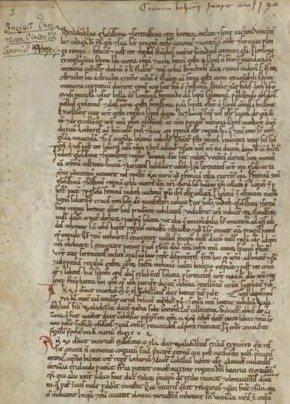
Vincentiův letopis, z něhož čerpalo tzv. Druhé pokračování Kosmovo

### Kosmas a jeho pokračovatelé
První českou kroniku sepsal latinsky Kosmas (asi 1045–1125), děkan pražské kapituly, a nazývá se Chronica Boemorum (zpravidla překládáno Kronika česká). Tato kronika je ve skutečnosti mezistupněm mezi análem a kronikou a inspirovala se kronikou Reginona z Prümu. Kosmas se ve svém díle ovšem nesnažil popsat dějiny vykoupení, nýbrž se kronikou snažil dokázat legitimitu a oprávněnost existence českého knížectví, a chtěl skrze ni působit nejen na klérus, ale také na vládnoucí vrstvu. Čerpal přitom ze své znalosti některých antických autorů, starších análů i ze své vlastní zkušenosti.
Na Kosmu přímo navázali tzv. pokračovatelé Kosmovi, kteří jeho kroniku doplňovali o novější události a čerpali přitom z různých letopisů, nekrologií a legend. Pravděpodobně v 2. polovině 12. století vznikla Kronika mnicha sázavského a letopis tzv. Kanovníka vyšehradského. Ve 13. století pak vzniklo ještě tzv. Druhé pokračování Kosmovo.

## Doba posledních Přemyslovců a Lucemburků
Na počátku 14. století vznikla v českém království vedle církevních institucí nová kulturní střediska: města a šlechtická sídla. Kláštery ovšem ve své dějepisecké činnosti dále pokračovaly. Zbraslavská kronika začala zprvu pod perem zbraslavského opata Oty vznikat jako oslava zakladatele zbraslavského kláštera, Václava II., jeho pokračovatel Petr Žitavský († 1339) se však již nesoustředil jen na události bezprostředně spjaté s dějinami kláštera, nýbrž také na dějiny celého českého království. Petr Žitavský, jenž se zasadil o zvolení Lucemburků na trůn, záhy přestal souhlasit s politikou Jana Lucemburského, a tak se ve své kronice mj. snaží uchovat odkaz Přemyslovců.

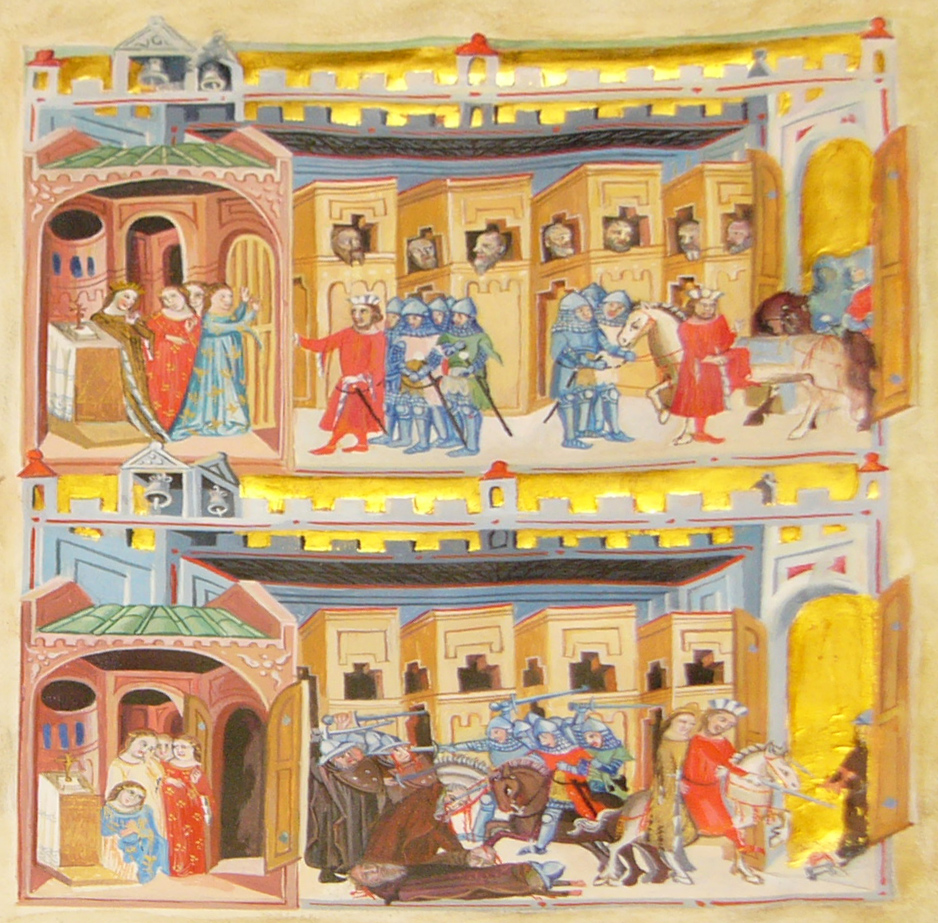
Ilustrace latinského překladu Dalimilovy kroniky, zde Břetislavův únos Jitky

Kronika tak řečeného Dalimila již však vznikla v laickém, zřejmě šlechtickém prostředí. Zároveň se jednalo o první česky psanou kroniku, všechny předcházející byly sepsány v latině. V tomto díle se ozývá silný nacionální tón a přísně vzato se nejedná o historiografické, ale spíše o útočné politické dílo. Autor, jehož identita není přesně známa, tuto kroniku psal v nejisté době, kdy se hledal nový český panovník. Cizího lucemburského panovníka tzv. Dalimil sice přijímá, klade mu však na srdce, aby dbal mínění české šlechty. Kronikářovo vlastenectví pak vede k nekritickému přeceňování všeho domácího. Hodnota kroniky proto kvůli její tendenčnosti nespočívá v podání historických faktů, ale v tom, že představuje svědectví o dobovém smýšlení. Svůj význam měla tato kronika i pro další období, ve kterých se český národ cítil být ohrožen (v době bělohorské či při národním obrození).
Ačkoli doba vlády Karla IV. znamenala pro kulturu českých zemí rozkvět, historiografie v tomto období zažívala útlum, a to i přes oficiální podporu státu i církve. Tvorba se vyznačovala pouhým netvůrčím přejímáním látek. František Pražský, Beneš Krabice z Weitmile i Přibík Pulkava z Radenína sepsali svá nepříliš originální díla z popudu Karla IV., jenž sám napsal svou autobiografii Vita Caroli. O českých dějinách pojednal ve svém díle také Giovanni Marignola, to se však vykazuje velkými mezerami ve znalostech českých dějin. Také kronika opatovického opata Neplacha představuje jen mechanickou syntézu domácích a zahraničních faktů. Ani klášterní dějepisectví se nevyznačovalo originálnější tvorbou.

## Doba husitská
Rušná doba husitská velkým dějepisným dílům rovněž příliš nepřála, dochovala se však agitační literatura, jež používala historii jako zbraň. Významným zahraničním dílem o českých dějinách se stala Historie česká, kterou napsal bývalý papežský legát v Čechách Eneas Silvius Piccolomini (pozdější papež Pius II.) a která velmi ovlivnila vnímání českých zemí v zahraničí. Později Historie česká po otupení protičeského tónu vyšla také v českých zemích.
V českých zemích samotných působil zejména Vavřinec z Březové, jenž ve své Husitské kronice brání husitskou revoluci. Ve svém díle vystupuje proti Zikmundovi Lucemburskému i proti radikálním husitům, zachytil však jejich názory. Naproti tomu příznivě se o Zikmundovi vyjadřuje Bartošek z Drahonic. Petr z Mladoňovic zase ve svém spise O utrpení M. Jana Husi zachoval dokumenty a žaloby spojené s odsouzením Jana Husa a v Kronice univerzity pražské podal svědectví o sporech na univerzitě. Z prostředí táboritů vzešla Kronika táborská Mikuláše Biskupce z Pelhřimova.
Vedle těchto velkých děl vznikaly také menší útvary. Dochovaly se deníky Václava Šaška z Bířkova (popis cesty Lva z Rožmitálu do západní Evropy), Václava Korandy mladšího nebo Jana z Rabštejna. Dějinné téma obsahují také některé písně, jako třeba Píseň o bitvě před Ústím či Krátké sebranie z kronik českých k výstraze věrných Čechů. V této době se také objevují zápisky neučených pamětníků. Tyto paměti z doby od Václava IV. po dobu jagellonskou později František Palacký shrnul v souboru, který nazval Staré letopisy české.